# 德鸢尾素
德鸢尾素是一种有机化合物，化学式C16H10O6，属于異黃酮類衍生物，存在于紅菽草（Trifolium pratense），德国鸢尾（Iris germanica）等植物中。